# Sveti Godric
Sv. Godric iz Finchala, angleški asket in svetnik * okrog 1065 Walpole (Norfolk), † 21. maj 1170, Finchale (grofija County Durham).
Njegovo življenjsko pot je zabeležil menih tedanjega časa, Reginald durhamski. Godric je veliko časa potoval po sredozemskih državah in preživel več let na ladji. Večkrat je tudi romal v Jeruzalem. Leta 1102 je na otoku Lindisfarne spoznal sv. Cuthberta in se odtlej posvetil krščanski veri. Po povratku v Anglijo je prepričal durhamskega škofa Ranulfa Flambarda, da mu je omogočil hermitsko življenje v Finchalu ob reki. Tu je preživel zadnjih 60 let svojega življenja, njegov ugled je naraščal in tako ga je tudi papež Aleksander III. imel za svetega moža. 
Njegov sodobnik Reginald je zabeležil 4 svetnikove pesmi, ki so najstarejši glasbeni primeri v angleščini, katerih zapis se je ohranil do današnjega časa.